# Simulium friedlanderi
Simulium friedlanderi är en tvåvingeart som beskrevs av Py-daniel 1987. Simulium friedlanderi ingår i släktet Simulium och familjen knott. Inga underarter finns listade i Catalogue of Life.